# جون س. تولى
جون س. تولى (بالإنجليزية: John C. Tully)‏ هو كيميائي أمريكي، ولد في 17 مايو 1942 في نيويورك في الولايات المتحدة.